# Gran Premio di Modena 1950
Il I Gran Premio di Modena si svolse il 7 maggio 1950 in occasione dell'inaugurazione dell'Aerautodromo di Modena.
Davanti ad un pubblico di 50.000 spettatori, la gara di Formula 2 lunga 304 km fu vinta da Alberto Ascari su una Ferrari 166 F2/50.

## Storia

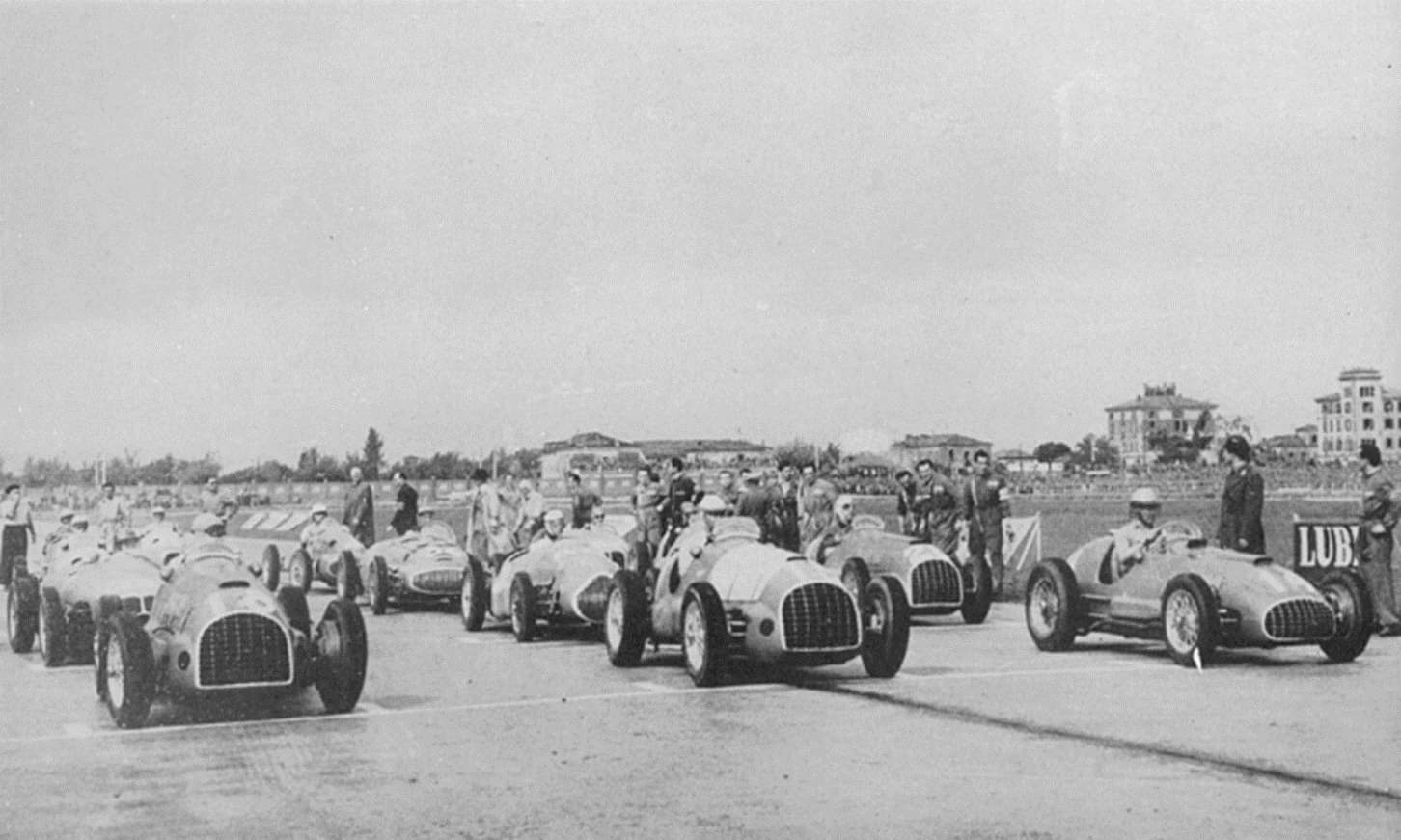
Prima fila della partenza, da destra: Alberto Ascari, Juan Manuel Fangio e Dorino Serafini

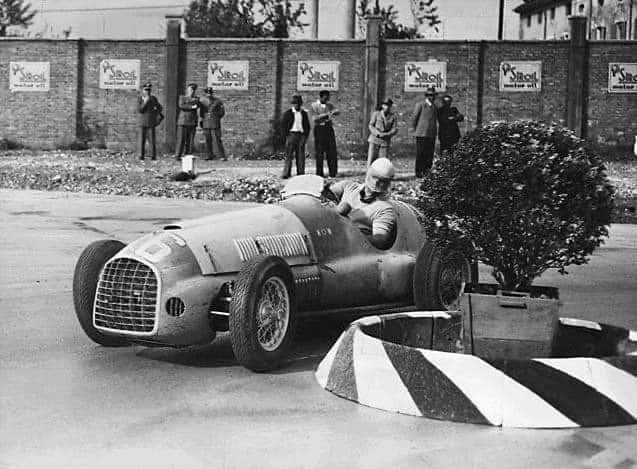
Juan Manuel Fangio

Dopo il gravissimo incidente all'VIII Circuito Automobilistico di Modena del 28 settembre 1947, quando la Delage 3000 di Giovanni Bracco si schiantò a 130 km/h sulla folla uccidendo 5 spettatori e ferendone 19, mettendo così fine alla competizione motoristica su strada, si decise di realizzare un moderno autodromo, simile al circuito di Indianapolis (in cui gli spettatori possono assistere a tutta la gara), città delle case automobilistiche modenesi Ferrari, Maserati e Stanguellini.
Il 28 marzo 1949 venne dato il via ai lavori della pista, che sarebbe servita anche come aeroporto (inaugurato il 12 dicembre).
Il 7 maggio l'aerautodromo di Modena venne inaugurato dal ministro della Marina mercantile Alberto Simonini, insieme ad altre personalità civili, militari e religiose.

## Gara
Il pubblico era impaziente di vedere il duello tra Fangio e Ascari, il quale era alla guida di una nuova Ferrari 166 F2/50 con assale posteriore De Dion e muso arrotondato, mentre l'argentino aveva a disposizione il modello più vecchio.
Alle 15.50 fu data la partenza del Gran Premio, sotto la pioggia. Serafini fece la miglior partenza, scattando in prima posizione, ma ripresa subito da Ascari seguito da Fangio terzo. Pochi giri dopo El Chueco riguadagnò la seconda posizione, ma al 19º giro dovette ritirarsi per problemi alla biella del motore. Vince Ascari alla media di 108,875 km/h, seguito da Mario Tadini a due giri di distanza. Carini su OSCA giunse terzo, dopo una lunga battaglia con Sighinolfi su Stanguellini (ritiratosi poi al 29º giro).

## Risultati
| Pos | N  | Pilota             | Squadra                  | Autovettura          | Giri | Tempo/Ritiro |
| --- | -- | ------------------ | ------------------------ | -------------------- | ---- | ------------ |
| 1   | 14 | Alberto Ascari     | Scuderia Ferrari         | Ferrari 166 F2/50    | 80   | 2h 47m 31.4s |
| 2   | 20 | Mario Tadini       | auto privata             | Ferrari 166 F2       | 78   | +2 giri      |
| 3   |    | Piero Carini       | Automobili OSCA          | OSCA MT4             | 76   | +4 giri      |
| 4   |    | Nello Pagani       | Scuderia Achille Varzi   | Simca-Gordini T15    | 74   | +6 giri      |
| 5   |    | Pietro Palmieri    | auto privata             | Maserati A6GCS       | 72   | +8 giri      |
| 6   |    | Vittorio Casalegno | auto privata             | Cisitalia D46 - Fiat | 70   | +10 giri     |
| 7   |    | Angelo Mijorini    | auto privata             | Cisitalia D46 - Fiat | 68   | +12 giri     |
| Rit |    | Sergio Sighinolfi  | Automobili Stanguellini  | Stanguellini - Fiat  | 29   | ?            |
| Rit | 18 | Dorino Serafini    | Scuderia Ferrari         | Ferrari 166 F2       | 24   | testata      |
| Rit | 16 | Juan Manuel Fangio | Automovil Club Argentina | Ferrari 166 F2       | 17   | motore       |
| Rit |    | Clemente Biondetti | auto privata             | Ferrari 166 SC       | 12   | cambio       |
| Rit |    | Roberto Mieres     | Scuderia Achille Varzi   | Simca-Gordini T15    | 11   | sospensioni  |
| Rit |    | Ernesto Bianchi    | auto privata             | Cisitalia D46 - Fiat | 6    | incidente    |